# Neobisium simonioides
Neobisium simonioides är en spindeldjursart som beskrevs av Beier 1965. Neobisium simonioides ingår i släktet Neobisium och familjen helplåtklokrypare. Inga underarter finns listade i Catalogue of Life.